# Міжнародний фонд Івана Франка
Міжнародний фонд Івана Франка — недержавна благодійна організація, діяльність якої спрямована на підтримку розвитку україністики та суспільно-гуманітарних наук, просування та популяризацію наукового та творчого доробку Івана Франка.

## Про Фонд
Фонд створено у червні 2015 року. Ініціатором створення Фонду є онук Івана Франка — Роланд Франко. Діяльність фонду спрямована на поширення позитивної інформації про Україну у світі та створення позитивного іміджу України за її кордонами, просування та популяризація наукового і творчого доробку Івана Франка, а також на соціально-економічний розвиток України та підвищення добробуту її громадян.

### Завдання Фонду
Першочерговим і основним завданнями Фонду є заснування та реалізація Міжнародної премії імені Івана Франка та сприяння її світовому визнанню.

### Правління Фонду
1 вересня 2015 року сформовано Правління Міжнародного фонду Івана Франка директором фонду обрано Ігоря Куруса.

## Проекти фонду

### Міжнародна премія імені Івана Франка

Знак лауреата Міжнародної премії імені Івана Франка

Міжнародну премію засновано з метою сприяння всеохопному вивченню творчої, наукової, громадської діяльності Івана Франка і заохочення вчених з різних країн світу до проведення актуальних досліджень у галузі соціально-гуманітарних наук, що увиразнюють гуманістичний, національний, духовний, державотворчий сенс для пізнання та утвердження наукової і культурної спадщини України у світовому контексті.. Премія вручається у двох номінаціях: «за вагомі здобутки (досягнення) у розвиток україністики» та «за вагомі здобутки (досягнення) у розвиток соціально-гуманітарних наук».
Міжнародна премія імені Івана Франка має стати містком визнання української науки і культури у світі. Організатори Фонду і Премії мають амбіцію поставити Премію Івана Франка в один ряд з найвідомішими науковими нагородами світу.
Лауреати премії
2016 рік
Першим лауреатом премії у номінації "За визначний особистий внесок у розвиток суспільно-гуманітарних наук" став архієпископ-емерит, колишній глава УГКЦ Любомир Гузар з науковою монографією «Андрей Шептицький Митрополит Галицький (1901-1944) провісник екуменізму».
27 серпня у м. Дрогобич, відбулось вручення Міжнародної премії імені Івана Франка. Оскільки з об’єктивних причин Блаженнійший Любомир Гузар не зміг прибути на церемонію, він уповноважив прийняти нагороду владику Ярослава, єпископа Самбірсько-Дрогобицького УГКЦ.
30 серпня 2016 року Роланд Франко, голова Правління Фонду, особисто вручив Лауреату золоту медаль, сертифікат та грошову винагороду.
2017 рік
Відомий мовознавець, професор Інституту славістики Віденського університету Міхаель Мозер став лауреатом міжнародної премії імені Івана Франка у 2017 році, книга Мозера «Нові причинки до історії української мови» була визнана найкращою у номінації «За вагомі здобутки (досягнення) у галузі україністики».
У номінації «За вагомі досягнення у галузі соціально-гуманітарних наук» лауреатом визнано почесного професора Львівського національного університету імені Івана Франка, академіка Олега Шаблія з його науковою роботою «Суспільна географія».
27 серпня, у Дрогобичі відбулася урочиста церемонія нагородження лауреатів Міжнародної премії імені Івана Франка 2017 року.
2018 рік
Журі міжнародної премії імені Івана Франка 22 червня на засіданні в Інституті славістики Віденського університету (Австрія) визначило лауреатів 2018 року. У номінації «За вагомі досягнення у галузі соціально-гуманітарних наук» лауреатом міжнародної премії імені Івана Франка 2018 року став Йоганнес Ремі, із Гельсінського університету,  за працю "Брати чи вороги: Український національний рух та Росія, з 1840-х до 1870-х років". У номінації «За вагомі досягнення у галузі україністики» перемогу здобула монографія «…І остання часть дороги. Іван Франко в 1908-1916 роках» авторства докторки філологічних наук Ярослави Мельник, яка працює в Українському католицькому університеті.
2019 рік
Доктор філології Міланського університету Марія Грація Бартоліні (Італія) стала лауреаткою міжнародної премії імені Івана Франка 2019 року, її монографія «Пізнай самого себе. Неоплатонічні джерела в творчості Г.С. Сковороди» здобула перемогу в номінації «За вагомі досягнення у галузі україністики». Лауреата визначило журі премії 28-29 червня в Інституті славістики Віденського університету (Австрія).
2020 рік
Лавреатом Міжнародної премії імені Івана Франка 2020 року визнали доктора історичних наук, професора кафедри історії України Полтавського національного педагогічного університету Ігоря Сердюка. Премія, за визначенням журі, присуджена за монографію переможця «Маленький дорослий: Дитина й дитинство в Гетьманщині XVIII ст.».
2021 рік
У 165-ту річницю від дня народження українського літератора, філософа, науковця, громадсько-політичного діяча Івана Франка 27 серпня в Дрогобичі було оголошено ім’я лауреата міжнародної премії Івана Франка 2021 року. Цьогоріч найвищу відзнаку в галузі гуманітаристики здобув професор Дрогобицького педагогічного університету імені Івана Франка Леонід Тимошенко. Нагороду присудили за монографію «Руська релігійна культура Вільна. Контекст доби. Осередки. Література та книжність (XVI – перша третина XVII ст.).
2023 рік
У 167-му річницю від дня народження Івана Франка, у Дрогобичі відбулася сьома церемонія нагородження лауреата однойменної Міжнародної премії. 27 серпня 2023 року найвищу відзнаку в галузі гуманітаристики здобув доктор філологічних наук, завідувач відділу франкознавства Інституту Івана Франка НАН України Микола Легкий. Нагороду присудили за монографію «Проза Івана Франка: поетика, естетика, рецепція в критиці».
У 2023 році до переліку фіналістів Міжнародної премії імені Івана Франка також увійшли:
докторка історичних наук Наталія Білоус із монографією «За крок до Вічності. Мешканці міст Волині у світлі тестаментів кінця XVI –XVII століть», м. Київ  – подання лауреата Міжнародної премії імені Івана Франка І. Сердюка;
колектив авторів із працею «Галицько-Волинський літопис: текстологія» / за ред. О. Толочка, м. Київ – подання Інституту історії НАН України.

### Квартира-музей родини Івана Франка у Києві
25 листопада 2016 року відбулося урочисте відкриття  квартири-музею родини  Івана Франка у Києві та презентовано виставку картин Тараса Франка. Музей створений за ініціативи онука і єдиного прямого нащадка Івана Франка - Роланда в будинку, куди радянська влада в 1949 році насильно пересилила зі Львова родину Тараса Франка. Квартира-музей відтворює побут родини Тараса Франка, тут збережені меблі, документи та творчий доробок родини Франко. Окремі експозиції присвячені дітям Івана Франка.
У квартирі-музеї родини Івана Франка в Києві відкрилася експозиція "Завзятий Франковий сокіл", присвячена 130-річчю з дня народження сина поета – Тараса Франка. Експозиція представлена мозаїкою документів, маркованих хронологічно, — повідомляючи про різні періоди життя Тараса Франка.
У жовтні 2020 року в Києві було презентовано віртуальний музей Івана Франка, який складається з 5 залів, а 3D-мандрівку музеєм можна здійснити у супроводі аудіогідів українською, англійською, німецькою та російською мовами. Завдяки зручній навігації і 360° панорамам на сайті www.frankovi.com.ua можна ознайомитися та оглянути експозицію: архівні документи, машинописи, приватні речі, світлини із сімейного архіву, листи, родинні меблі та колекцію картин. Проєкт реалізовано Міжнародним фондом Івана Франка за підтримки Українського культурного фонду.

### Всеукраїнський учнівський літературно-мистецький конкурс «Стежками Каменяра»
20 грудня 2017 року було підписано Протокол про заснування Всеукраїнського учнівського літературно-мистецького конкурсу «Стежками Каменяра». Співзасновниками творчого змагання стали  МОН України, БО «Міжнародний Фонд Івана Франка» та  ГО «Львівське товариство у м. Київ».
Метою конкурсу є посилення творчої мотивації у вивченні учнями закладів загальної середньої освіти творчості Івана Франка через створення літературно-мистецьких творів у різних жанрах, у яких творив Іван Франко, та дослідження його літературної спадщини, наукової, культурологічної та громадської діяльності.
Конкурс проводиться щороку у чотирьох номінаціях і двох вікових категоріях - 6-11 років та 12-16 років: «Проза», «Поезія», «Драматургія» та «Краща ілюстрація до творів Івана Франка».

### Картини Тараса Франка
За картинами Тараса Франка можна «читати» історію. Колекція його «малярських» робіт така ж філософська, як і їхній автор.
У рамках відзначення Днів пам’яті Івана Франка 27 травня 2016 року у Виставковій залі Львівського національного університету імені Івана Франка відбулося урочисте відкриття виставки художніх робіт сина Івана Франка Тараса Франка.  В експозиції робіт Тараса Франка представлено понад тридцять картин. Пізніше експозиція малярських робіт «Дзеркало емоцій та почуттів» Тараса Франка була виставлена в музеї міста-курорту Трускавця..
5 вересня 2017 року у Верховній Раді було презентовано виставку художніх робіт сина Івана Франка - Тараса.. Експозицію «Колесо історії Тараса Франка» підготовлено Міжнародним фондом Івана Франка, вона налічує 58 картин різного жанру . 
У Київському національному університеті ім. Т. Шевченка 4 березня 2019 року відкрилася виставка картин “Колесо історії Тараса Франка”, приурочена до 130-річчя від дня народження сина Івана Франка.

### Іван Франко на мапі Європи
Проєкт "Іван Франко на мапі Європи" розробив Міжнародний фонд Івана Франка у 2020 році. На картографічний сервіс Google maps були нанесені меморіальні місця перебування Івана Франка за життя. Усі зацікавлені можуть завантажити звичну мапу Google і в розділі «Ваші місця» додати карту «Іван Франко», на якій позначені локації з коротким описом, координатами та маршрутом. Достатньо натиснути на іконку зі зображенням письменника та дізнатися, коли і з ким тут бував Іван Франко.

### Віртуальний друг
У жовтні 2021 року Міжнародний фонд Івана Франка презентував проєкт «ВІРТУАЛЬНИЙ ДРУГ» - перший український мультимедійний чат-бот для психологічної підтримки підлітків. Селя – Telegram-бот для соціальної адаптації підлітків, який допомагатиме їм краще зрозуміти себе, налагодити стосунки з батьками, вчителями та друзями і прийняти правильні рішення. Психологами проєкту було розроблено 250 діалогів, які поєднані логіко-семантичним зв’язком і охоплюють найактуальніші теми: стосунки в школі; стосунки з батьками; стосунки з друзями та про пошуки себе і свого «Я».